# بريف سيرتش
بريف سيرتش (بالإنجليزية: Brave Search) هو محرّك بحث طوّرته شركة بريف سوفتوير، وهو محرّك البحث الافتراضي لمتصفّح بريف في بلدان معيّنة. إنه لا يسمح بظهور اعلانات و لا يُعلم أو يخبر المواقع الأخري بانك تستخدم برنامج مضاد للاعلانات لانه هو الذي يمنعها و من المؤسف أنها شركة غير مشهورة حتي بعد انشاء تلك الشركة بذكاء اصطناعي اسمه لوي و بالإنجليزية loe

## التاريخ
طوِّر محرك بحث بريف بعد الاستحواذ على تيلكات (Tailcat)، وهو محرك بحث يرتكز على الخصوصية من شركة كليكز (Cliqz)، وهي شركة تابعة لمؤسسة هوبرت بوردا ميديا ( Hubert Burda Media) ومقرها ألمانيا.
في أكتوبر 2021، أصبح محرك بحث بريف هو محرك البحث الافتراضي لمستخدمي متصفح بريف في الولايات المتحدة وكندا والمملكة المتحدة (حل محل محرك بحث جوجل) وفرنسا (حل محل كوانت) وألمانيا (حل محل دك دك غو).
في يونيو 2022، أنهى محرك بحث بريف مرحلة الإصدار التجريبي وأطلق بشكل كامل مع إعلان أنه خلال فترة الاختبار التجريبي التي استمرت عامًا، تجاوز إجمالي عمليات البحث 2.5 مليار عملية.

## المزايا
يستخدم محرك بحث بريف فهرسه الخاص للويب لإنشاء نتائج البحث بمساعدة مشروع WDP، ومع ذلك يمكن للمستخدم السماح لمتصفح بريف بالتحقق من جوجل بشكل خصوصي عن نفس الاستعلام.

### النقاشات
ميزة تعرض النقاشات المتعلقة باستعلام البحث عبر المنتديات مثل التعليقات على موقع ريديت.
عندما يبحث المستخدم ويمرر للأسفل فسيظهر قسم المناقشات إن كان متاحًا، وسيحوي على منتديات متنوعة حيث يمكن للمستخدم النقر على إحداها لعرض إجابة مستخدم من مجتمع عبر الإنترنت.

### النظارات
النظارات أو Goggles هي ميزة تسمح للمستخدمين بتطبيق قواعدهم ومرشحّاتهم الخاصة عند البحث.

### واجهة برمجة البحث
في مايو 2023 أعلنت شركة بريف أنها أطلقت واجهة برمجة للبحث. واجهة برمجة بحث بريف هي واجهة تسمح للمطورين بدمج وظائف البحث من محرك بحث بريف في تطبيقاتهم.

### الإجابة بالذكاء الاصطناعي
هذه الميزة عبارة عن نموذج لغوي كبير يستجيب آليًا لبعض استعلامات البحث بمساعدة من محتوى صفحات الويب في نتائج البحث.

## «بريف سيرتش بريميوم»
يمكن للمستخدمين اختياريًا إنشاء حساب «بريف سيرتش بريميوم» لدعم محرك بحث بريف بشكل مباشر متضمنًا جمع البيانات.
اعتبارًا من يناير 2025، يُعدّ محرك بحث بريف موقعًا رقميًا خاليًا من الإعلانات، ولكنه سينتقل في نهاية المطاف إلى نموذج جديد يتضمن إعلانات، بينما سيحصل المستخدمون المشتركون في الخدمة المدفوعة على تجربة خالية من الإعلانات.

## جمع البيانات
لن يتم جمع بيانات المستخدمين بشكل أساسي، بما في ذلك عناوين بروتوكول الإنترنت (IP) من مستخدميه.
ومع ذلك، ينفّذ محرك بحث بريف مستوى معينًا من جمع البيانات عندما يختار المستخدمون المشاركة من خلال مشروع اكتشاف الويب (WDP). لا يُشترط وجود حساب لهذه الوظيفة.
اعتبارًا من مايو 2022، غطى المحرك أكثر من 10 مليارات صفحة واستخدم لتقديم 92% من نتائج البحث دون الاعتماد على أي جهات خارجية، بينما تستعاد النسبة المتبقية من خلال واجهة برمجة تطبيقات بينج على جانب الخادم أو (على أساس اختياري) من جوجل على جانب العميل.

## وصلات خارجية
- الموقع الرسمي